# Anna Huttunen
Anna Huttunen   (Copenhaguen) és una política finlandesa que va impulsar la mobilitat sostenible a la ciutat de Lahti i ara assessora ciutats neutres en carboni a través de NetZeroCities.
Va impulsar la mobilitat sostenible a la ciutat finladesa de Lahti, que va ser Capital Verda Europea 2021. Va treballar en aquesta ciutat per transformar la connectivitat, millorant la mobilitat a peu i en bicicleta, la multimodalitat. Entre el 2018 i el 2022, per impulsar la mobilitat baixa en carboni, va crear la primera aplicació perquè els ciutadans obtinguin crèdits usant transports menys contaminants. El projecte s'anomenava CitiCAP. Des del 2022 treballa per a Net Zero Cities, que assessora 112 ciutats per aconseguir la neutralitat de carboni per al 2030.
Va ser reconeguda per la BBC com una de les 100 dones més inspiradores del 2023.